# Arcidiocesi di Gulu
L'arcidiocesi di Gulu (in latino Archidioecesis Guluensis) è una sede metropolitana della Chiesa cattolica in Uganda. Nel 2021 contava 1.034.169 battezzati su 1.798.823 abitanti. È retta dall'arcivescovo Raphael p'Mony Wokorach, M.C.C.I.

## Territorio
L'arcidiocesi comprende i distretti di Amuru, Gulu, Kitgum e Pader nella regione Settentrionale dell'Uganda.
Sede arcivescovile è la città di Gulu, dove si trova la cattedrale di San Giuseppe.
Il territorio è suddiviso in 29 parrocchie.

## Storia
La prefettura apostolica del Nilo equatoriale fu eretta il 12 giugno 1923 con il breve Quae catholico di papa Pio XI, ricavandone il territorio dal vicariato apostolico di Bahr el-Ghazal (oggi diocesi di Wau).
Il 14 luglio 1927 cedette una porzione del suo territorio a vantaggio dell'erezione della prefettura apostolica di Bahr el-Gebel (oggi arcidiocesi di Giuba).
Il 10 dicembre 1934 la prefettura apostolica fu elevata a vicariato apostolico con la bolla Ex divi Petri dello stesso papa Pio XI.
Il 1º dicembre 1950 cambiò nome in favore di vicariato apostolico di Gulu.
Il 25 marzo 1953 il vicariato apostolico fu elevato a diocesi con la bolla Quemadmodum ad Nos di papa Pio XII. Originariamente era suffraganea dell'arcidiocesi di Rubaga, diventata arcidiocesi di Kampala nel 1966.
Il 23 giugno 1958, il 22 marzo 1965 e il 12 luglio 1968 cedette porzioni del suo territorio a vantaggio dell'erezione rispettivamente delle diocesi di Arua, di Moroto e di Lira.
Il 2 gennaio 1999 è stata ancora elevata al rango di arcidiocesi metropolitana con la bolla Quo aptius provideretur di papa Giovanni Paolo II.

## Cronotassi dei vescovi
Si omettono i periodi di sede vacante non superiori ai 2 anni o non storicamente accertati.
- Antonio Vignato, F.S.C.I. † (16 luglio 1923 - 10 dicembre 1934 dimesso)
- Angelo Negri, F.S.C.I. † (10 dicembre 1934 - 13 novembre 1949 deceduto)
- Giovanni Battista Cesana, F.S.C.I. † (1º dicembre 1950 - 19 dicembre 1968 dimesso[1])
- Cipriano Biyehima Kihangire † (19 dicembre 1968 - 9 gennaio 1988 dimesso)
- Martin Luluga † (8 febbraio 1990 - 2 gennaio 1999 nominato vescovo di Nebbi)
- John Baptist Odama (2 gennaio 1999 - 22 marzo 2024 ritirato)
- Raphael p'Mony Wokorach, M.C.C.I., dal 22 marzo 2024

## Statistiche
L'arcidiocesi nel 2021 su una popolazione di 1.798.823 persone contava 1.034.169 battezzati, corrispondenti al 57,5% del totale.
| anno | popolazione | popolazione | popolazione | presbiteri | presbiteri | presbiteri | presbiteri                | diaconi | religiosi | religiosi | parrocchie |
| anno | battezzati  | totale      | %           | numero     | secolari   | regolari   | battezzati per presbitero | diaconi | uomini    | donne     | parrocchie |
| ---- | ----------- | ----------- | ----------- | ---------- | ---------- | ---------- | ------------------------- | ------- | --------- | --------- | ---------- |
| 1950 | 166.243     | 1.038.000   | 16,0        | 49         | 10         | 39         | 3.392                     |         |           | 16        | 14         |
| 1970 | 248.615     | 484.034     | 51,4        | 60         | 8          | 52         | 4.143                     |         | 83        | 135       | 114        |
| 1980 | 301.059     | 657.705     | 45,8        | 48         | 11         | 37         | 6.272                     | 1       | 77        | 139       | 21         |
| 1990 | 308.500     | 702.500     | 43,9        | 54         | 33         | 21         | 5.712                     | 1       | 39        | 265       | 24         |
| 1999 | 760.565     | 1.453.244   | 52,3        | 60         | 29         | 31         | 12.676                    |         | 45        | 345       | 22         |
| 2000 | 778.275     | 1.496.841   | 52,0        | 57         | 27         | 30         | 13.653                    |         | 58        | 379       | 24         |
| 2001 | 431.448     | 856.448     | 50,4        | 64         | 37         | 27         | 6.741                     |         | 44        | 153       | 22         |
| 2002 | 447.600     | 886.800     | 50,5        | 64         | 36         | 28         | 6.993                     |         | 49        | 153       | 23         |
| 2003 | 610.057     | 1.048.208   | 58,2        | 56         | 28         | 28         | 10.893                    |         | 51        | 180       | 23         |
| 2004 | 622.913     | 1.079.654   | 57,7        | 53         | 26         | 27         | 11.753                    |         | 51        | 178       | 23         |
| 2006 | 655.281     | 1.145.405   | 57,2        | 53         | 28         | 25         | 12.363                    |         | 51        | 169       | 23         |
| 2007 | 673.198     | 1.178.621   | 57,1        | 52         | 29         | 23         | 12.946                    | 4       | 48        | 181       | 23         |
| 2013 | 833.372     | 1.446.014   | 57,6        | 83         | 57         | 26         | 10.040                    |         | 46        | 190       | 26         |
| 2016 | 902.921     | 1.500.770   | 60,2        | 83         | 56         | 27         | 10.878                    |         | 65        | 193       | 27         |
| 2019 | 988.054     | 1.649.695   | 59,9        | 92         | 64         | 28         | 10.739                    |         | 75        | 164       | 27         |
| 2021 | 1.034.169   | 1.798.823   | 57,5        | 98         | 65         | 33         | 10.552                    |         | 56        | 190       | 29         |